# Víctor Iñúrria Montero
Víctor Iñúrria Montero (Ruzafa, 1939) es un arquitecto y poeta español. Fue el primer presidente de la Federació de Pilota Valenciana.
Fue elegido presidente de la federación de pelota valenciana en la asamblea general de constitución el 19 de abril de 1985.
Junto a Luis Hernández Úbeda, fue el arquitecto responsable del Velódromo Lluís Puig.